# Panehesi (Schatzhausvorsteher)
Panehesi war ein hoher altägyptischer Beamter unter Ramses II. Er war Schreiber des Königs und Schatzhausvorsteher des Herren der beiden Länder. Daneben war er auch Wedelträger zur Rechten des Königs. Panehesi ist von einer Reihe von Denkmälern bekannt, von denen eine Statue, die sich heute im Britischen Museum befindet, den Namen von König Ramses II. trägt, womit Panehesi unter diesen Herrscher eingeordnet werden kann. Obwohl Panehesi von zahlreichen Denkmälern bekannt ist, ist nur wenig von seinem Leben überliefert. Er wird auf einem in das 24. Regierungsjahr von Ramses II. datierten Ostrakon erwähnt, was einen Anhaltspunkt für seine genauere Datierung unter dem Herrscher liefert.